# Proscopiomima
Proscopiomima is een geslacht van rechtvleugeligen uit de familie Morabidae. De wetenschappelijke naam van dit geslacht is voor het eerst geldig gepubliceerd in 1976 door Key.

## Soorten
Het geslacht Proscopiomima  is monotypisch en omvat slechts de volgende soort:
- Proscopiomima consobrina (Rehn, 1952)